# Talorchestia tricornuta
Talorchestia tricornuta is een vlokreeftensoort uit de familie van de Talitridae. De wetenschappelijke naam van de soort is voor het eerst geldig gepubliceerd in 1920 door Clarence Raymond Shoemaker.